# Липники (Жолковская городская община)
Липники (укр. Липники) — село в Жолковской городской общине Львовского района Львовской области Украины.
Население по переписи 2001 года составляло 32 человека. Занимает площадь 18,4 км². Почтовый индекс — 80353. Телефонный код — 3252.